# ساوديمونت
ساوديمونت (بالفرنسية: Saudemont)‏ هي بلدية تقع في إقليم باد كاليه من منطقة نور با دو كاليه في شمال فرنسا. تبلغ مساحة هذه المدينة 5.55 (كم²)، وترتفع عن سطح البحر 48 م، يبلغ عدد سكانها 432 نسمة حسب إحصاء المعهد الوطني للإحصاء والدراسات الاقتصادية سنة 2009 م. وترأس Jean-Pierre Cuvilliez البلدية خلال فترة (2008-2014).